# 拉西镇
拉西镇是中国西藏自治区那曲地区巴青县下辖的一个镇。

## 行政区划
拉西镇下辖以下地区：
棍郭社区、扎勒卡村、那布随村、古琼囊村、古庆达村、古庆普村、仲格村、瓦庆村、江聂改村、顿次卡村、达热村、玉宗根村、拉西塘村、珠确达村、夺布村、勒直跟村、玛觉达村、勒玛塘村、察定康村、察瑞岗村、佐雪圭村、贡加久村、巴嘎囊村、隆用囊村、热囊村和瓦琼村。